# KWallet
KWallet（KDE Wallet Manager）は、KDE Software Compilationデスクトップ環境のパスワード管理アプリケーションである。ユーザーが「wallets」と呼ばれる暗号化ファイルに秘匿性の高いパスワードを保存できるようにする集中管理の機能を提供する。セキュリティを高めるために、各walletごとにパスワードを持つ異なる種類の認証情報を利用できる。